# Bethlehemkirchplatz

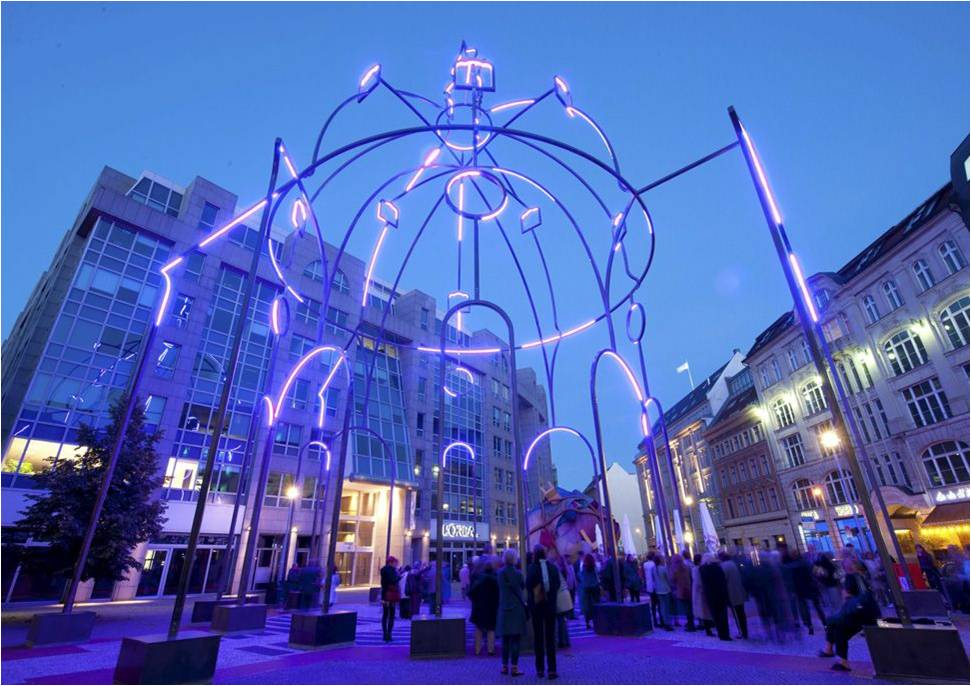
Lichtinstallation Memoria Urbana Berlin von Juan Garaizabal

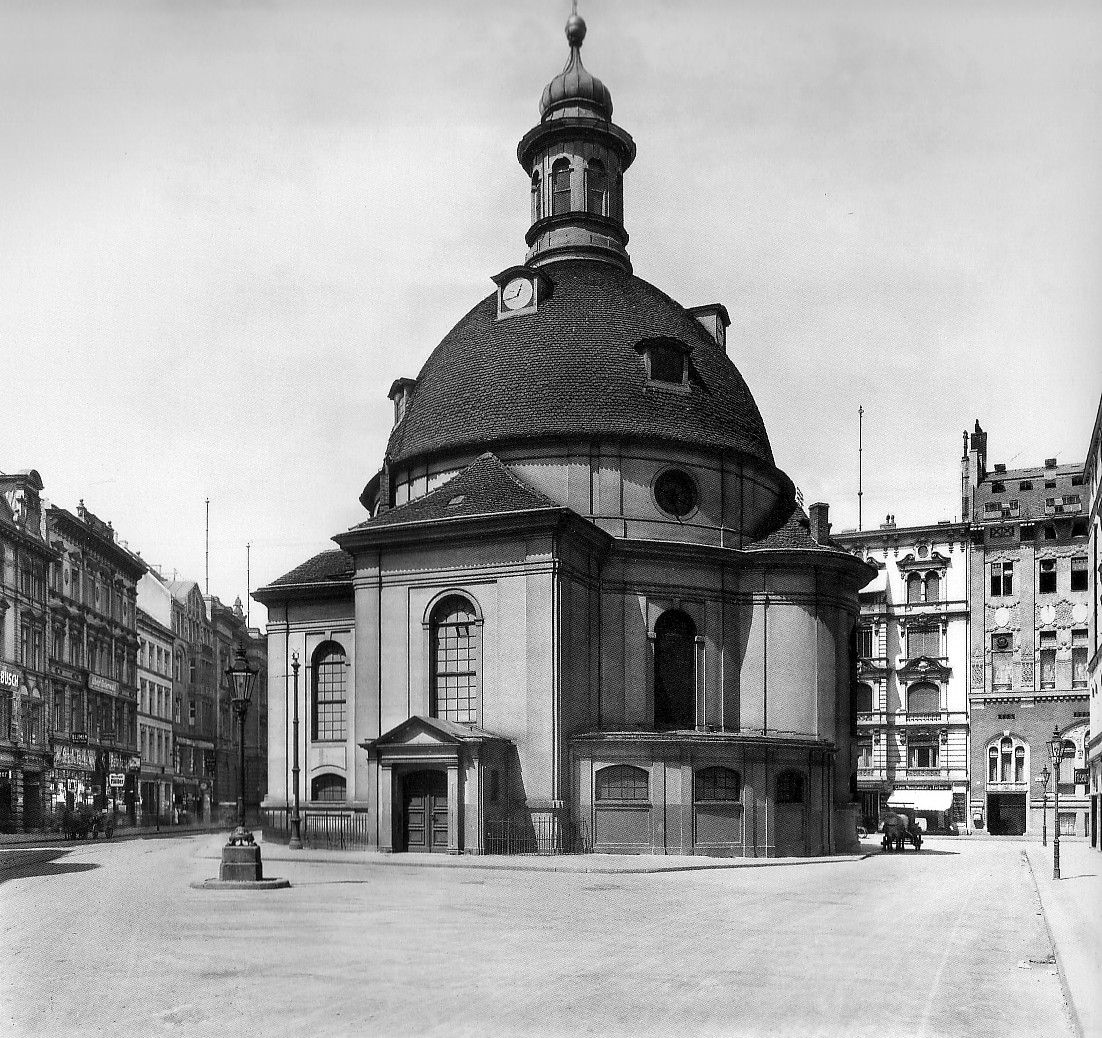
Bethlehemskirche, 1910

Der Bethlehemkirchplatz ist ein 1500 m² großer Stadtplatz im Berliner Ortsteil Mitte des gleichnamigen Bezirks und gehört zum historischen Stadtteil Friedrichstadt. Benannt ist der zuvor namenlose Platz seit 1999 nach der gleichnamigen Kirche, die bis 1963 dort stand.

## Lage und Namensherkunft
Der Bethlehemkirchplatz ist ein annähernd dreieckiger Platz und wird begrenzt im Norden von der Krausenstraße und im Westen von der Mauerstraße.
Am 1. Januar 1999 erhielt der Platz über den Grundmauern der Bethlehemskirche den Namen Bethlehemkirchplatz. Der Platz schreibt sich im Unterschied zur Bethlehemskirche ohne „s“ in der Mitte.

## Geschichte
Der kleine Platz existiert schon seit 1963, als die Ruine der 1943 im Zweiten Weltkrieg zerstörten Bethlehemskirche gesprengt und die Fläche eingeebnet wurde.
In den 1980er Jahren wurde am Nordrand des Platzes der Komplex der Bulgarischen Botschaft errichtet mit Wohnhäusern an der Krausenstraße. 1998 wurde östlich angrenzend das von Philip Johnson entworfene American Business-Center Quartier 200 fertig gestellt, dessen Hauptfassade zur Friedrichstraße zeigt.
Ein 1999 verlegtes Mosaik in der Platz-Pflasterung zeigt den Grundriss und die Stelle, an der die Kirche ursprünglich einmal stand. Südlich davon befindet sich die Skulptur Houseball von Claes Oldenburg und Coosje van Bruggen. Sie symbolisiert ein Bündel Hausrat. Es war eben nicht viel, was die Flüchtlinge aus Böhmen nach Berlin mitnehmen konnten.
Im Jahr 2012 hat der spanische Konzeptkünstler Juan Garaizabal im Rahmen seines internationalen Projektes Memorias Urbanas (Stadterinnerungen) mit der Stahlskulptur Memoria Urbana Berlin eine Nachbildung der Kirche im maßstabstreuen Umriss als Lichtinstallation gebaut. Sie ruht auf 21 Stahlsäulen und acht Rundbögen, die aus 120 mm × 120 mm starken Stahlquadratrohren gefertigt und in Stahlwürfeln auf dem Boden ruhend befestigt wurden. Das Kunstwerk ist ca. 30 Meter hoch, wiegt ca. 60 Tonnen und wird durch ca. 400 Meter LED-Röhren farbig beleuchtet. Nach der Einweihung der Installation am Originalplatz auf dem Grundrissmosaik am 26. Juni 2012 sollte diese nur bis zum 30. September des gleichen Jahres zu sehen sein. Die Begleitausstellung Memoria Urbana. Die Rekonstruktion der Bethlehemskirche fand vom 27. Juni bis zum 19. August 2012 unweit im Museum für Kommunikation statt.
Nachdem die Standzeit der Installation zunächst nur bis November 2013 verlängert worden war, beschloss die Bezirksverordnetenversammlung 2014 der Empfehlung eines breiten Unterstützerkreises folgend, dass die Installation auf Dauer bestehen bleiben kann.